# Malady
Malady – zespół post hardcore/emo z Richmond w USA. Grupa została założona w lutym 2004, przez członków pg.99 i City of Caterpillar po rozpadzie tych zespołów. Jesienią tego samego roku został wydany przez Level Plane Records jedyny album, zatytułowany Malady. Kolejna płyta miała być wydana przez Robotic Empire, jednak do tego nie doszło, ponieważ zespół rozpadł się w połowie 2005.

## Skład grupy
- Chris Taylor - wokal
- Jonathan Moore - gitara
- Jeff Kane - gitara
- Johnny Ward - perkusja
- Kevin Longendyke - bass

Obecnie członkowie zespołu grają w Pygmylush (Johnny, Chris) oraz Verse En Coma (Jonathan, Jeff, Kevin).